# مسجد نو شیراز
«مسجد جامع جدید» یا «مسجد اتابک»، شناخته شده به «مسجد نو»، دومین مسجد شیراز از دید ارزش تاریخی است. نخستین مسجد شیراز از دید ارزش تاریخی مسجد جامع عتیق و سومین مسجد از این دیدگاه مسجد وکیل است. مسجد نو با بیست هزار متر مربع (دو هکتار) مساحت بزرگ‌ترین مسجد ایران است. در سال‌های گذشته مسجد نو به جایگاه برپایی نماز جمعه شهر شیراز بدل شد و ستاد برپایی نماز جمعه با ساختن ساختمان‌ها و دکاکین و کرایه‌دادن آن‌ها از وسعت این مسجد کاست. همچنین با ساختن سقف فلزی بر روی محوطه فراخ آن آسیب‌های سهمگینی بر بافت تاریخی آن وارد نمود. مسجد نو مربوط به اتابکان است و در فلکه شاه‌چراغ، روبروی بقعه شاه‌چراغ واقع شده است. این اثر در تاریخ ۱۵ دی ۱۳۱۰ با شمارهٔ ثبت ۷۳ به‌عنوان یکی از آثار ملی ایران به ثبت رسیده‌است.

## پیشینه ساخت
مسجد نو شیراز در سال ۵۹۰ ق. بدست اتابک سعد بن زنگی ساخته شد.
این مسجد رو به روی بارگاه شاه‌چراغ در شیراز واقع است. در قدیم این مسجد را مسجد اتابک می‌نامیدند اما به دلیل اینکه در سال های ۶۹۰، ۱۱۸۳ و ۱۲۹۶ هجری قمری زلزله شدید این بنا را ویران کرد و مجدد نوسازی شد به نام مسجد نو نامگذاری شد.

## ویژگی‌های سازه
این ساختمان، نخست اندرونی «اتابک سعد بن زنگی» بود. او هنگام بیماری سخت فرزندش، نذر کرد که در صورت بازیافتن بهبودی فرزندش، خانه را ویران کند و به جای آن مسجد بسازد. چنین شد و او نذر خود را به‌جای آورد. در شمال و جنوب این ساختمان، دو رواق (ایوانی که در رده دوم ساخته شود، پیشگاه) بسیار بلند به ارتفاع ۳۰ متر و پهنای ۲۵ متر ساخته شده‌است. در هر سوی این رواق‌ها، ۱۲ طاق کم ارتفاع وجود دارد. در پشت رواق جنوبی، شبستان گسترده‌ای ساخته شده‌است. در دیواره‌های شرقی و غربی، ایوان بزرگی در میان وجود دارد که هر طرف آن شش اتاق ساخته شده‌است.

## ارزش هنری و گردشگری
در ساختمان مسجد نو هم‌اکنون هیچ کاشی‌کاری و کار هنری دیده نمی‌شود، اما پیشانی طاق‌های بزرگ با کاشی کاری معرق به خط ثلث آذین شده‌است. نزدیک به ۶۰ سال پیش به دلیل وجود چند درخت چنار در میان صحن، این جایگاه گردشگاه مردم شیراز بود و آب کاریز خیرات از میان آن جریان داشت. مسجد نو در دوره مشروطیت جایگاه گردهمایی آزادی‌خواهان بود.